# Mária Anna bajor hercegnő (1574–1616)
Bajorországi Mária Anna (németül: Maria Anna von Bayern; München, Német-római Birodalom, 1574. december 8. – Graz, Német-római Birodalom, 1616. március 8.) a Wittelsbach-házból származó bajor hercegnő, V. Vilmos bajor herceg és Lotaringiai Renáta leánya, aki Ferdinánd osztrák főherceg (később német-római császár) első hitveseként osztrák főhercegné. A későbbi III. Ferdinánd német-római császár és király édesanyja.

## Élete

### Származása
Apja V. Vilmos bajor herceg (1548–1626), anyja Renáta lotaringiai hercegnő (1544–1602) volt, I. Ferenc lotaringiai herceg leánya. Apai nagyanyja, Habsburg Anna főhercegnő (1528–1590) révén I. Ferdinánd német-római császár és magyar király dédunokája volt. A szülők házasságából tíz gyermek született:
- Kristóf (*/† 1570), kisgyermekként meghalt
- Krisztina (1571–1580), gyermekként meghalt
- Miksa (1573–1651), trónörökös herceg, 1597-től Bajorország uralkodó hercege, 1623-tól választófejedelem
- Mária Anna (1574–1616), aki 1600-tól Ferdinánd osztrák főherceg, a későbbi II. Ferdinánd német-római császár felesége lett.
- Fülöp Vilmos (1576–1598), Regensburg hercegpüspöke és bíboros diakónusa
- Ferdinánd (1577–1650), Köln választófejedelme, Liège, Münster, Hildesheim és Paderborn hercegpüspöke
- Eleonóra Magdolna (1578–1579), kisgyermekként meghalt
- Károly (1580–1587), gyermekként meghalt
- Albrecht bajor herceg (1584–1666),  aki 1612-ben Mechthild von Leuchtenberg (1588–1634) hercegnőt vette feleségül
- Magdolna (1587–1628), aki 1613-ban Wolfgang Vilmos pfalz-neuburgi herceg felesége lett.

### Házassága, gyermekei
1600. április 23-án Grazban férjhez ment unokafivéréhez, Habsburg Ferdinánd osztrák főherceghez (1578–1637), II. Károly osztrák főherceg (1540–1590) és Wittelsbach Mária Anna bajor hercegnő (1551–1608) legidősebb fiához, a későbbi II. Ferdinánd német-római császárhoz, magyar és cseh királyhoz, aki akkor a Belső-Ausztria hercege címet viselte. Vőlegény és menyasszony mindketten V. Albert bajor herceg és Habsburg Anna osztrák főhercegnő unokái voltak. A házasságból hét gyermek született:
- Krisztina (*/† 1601) osztrák főhercegnő
- Károly (*/† 1603) osztrák főherceg
- János Károly (1605–1619) osztrák főherceg
- III. Ferdinánd (1608–1657), német-római császár, magyar és cseh király, aki háromszor nősült:

1631-ben Mária Anna spanyol infánsnőt,
1648-ban Habsburg-Tiroli Mária Leopoldina főhercegnőt
1651-ben Gonzaga Eleonóra Magdolna mantovai hercegnőt vette feleségül.
- Mária Anna (1610–1665), aki 1635-ben I. Miksa bajor választófejedelemhez ment feleségül.
- Cecília Renáta főhercegnő (1611–1644), aki 1637-ben IV. Ulászló lengyel király felesége lett.
- Lipót Vilmos (1614–1662), aki 1647–1656 között Habsburg-Németalföld helytartója, 1641–1662 között a Német Lovagrend nagymestere.

Negyedik fiának, Lipót Vilmos főhercegnek születése után két évvel, 1616. március 8-án Mária Anna főhercegné váratlanul meghalt. Már nem érhette meg, amikor férje 1617-ben a cseh, 1618-ban a magyar, majd Mátyás császár (magyar királyként II. Mátyás) halála után, 1619-ben pedig a német-római császári trónra jutott.
Az elhunyt Mária Anna császárné testét a Habsburgok grazi mauzóleumában temették el.